# Arnošt Kreuz
Arnošt Kreuz (9 de maio de 1912 - 9 de fevereiro de 1974) foi um futebolista checo que atuava como atacante.

## Carreira
Arnošt Kreuz fez parte do elenco da Seleção Checoslovaca de Futebol, na Copa de 1938. 